# Aktionsgruppen mot flyg på F18
Aktionsgruppen mot flyg på F18 var ett lokalt politiskt parti som var registrerat för val till kommunfullmäktige i Botkyrka kommun. Under mandatperioderna 1985–1988 och 1988–1991 var partiet representerat i Botkyrka kommunfullmäktige. Partiet var ett enfrågeparti, då man drev opinion mot en civilflygplats på Tullinge flygplats, där Flygvapnets Södertörnsskolor (F 18) verkade åren 1974–1986.

## Valresultat
| År   | Röster | Procent | Mandat |
| ---- | ------ | ------- | ------ |
| 1985 | 1 853  | 5,1 %   | 3 / 61 |
| 1988 | 4 720  | 13,1 %  | 7 / 61 |